# فريتيش والتير
فريتيش والتير (بالألمانية: Fried Walter)‏ (و. 1907 – 1996 م) هو ملحن، وموزع (موسيقى) ألماني، توفي في برلين، عن عمر يناهز 89 عاماً.

## وصلات خارجية
- فريتيش والتير على موقع IMDb (الإنجليزية)
- فريتيش والتير على موقع ميوزك برينز (الإنجليزية)
- فريتيش والتير على موقع ديسكوغز (الإنجليزية)

- فريتيش والتير في قاعدة بيانات الأفلام على الإنترنت